# 世紀帝國：羅馬霸主
《世紀帝國：羅馬霸主》是由全效工作室开发的即时战略游戏《世紀帝國》的資料片，较前作增加可选民族及相关设定上限。1998年发售，其英文名称原义为“罗马的兴起”，中国大陆的游戏商将其误解为“罗马复兴”。

## 游戏要素
遊戲和世紀帝國相比增加了羅馬風格的建築，增加四個文明：罗马、巴尔米拉、马其顿和迦太基，並添加新的單位與科技，操作方式也變的更為友善。在單人戰役部分，去除掉《世紀帝國》中過多的歷史改編，將重點放在凱薩、羅馬與羅馬的敵人之上，以這三種角度來讓人了解羅馬的興起。